# Ivan Gundulić
Ivan (Dživo) Franov Gundulić (también en italiano Giovanni Francesco Gondola;  en croata o en dialecto raguseo: Djivo, Gjivo o Civo) (9 de enero de 1589-8 de diciembre de 1638) es el más grandioso poeta barroco raguseo en illirio (moderno croata) de la República de Ragusa, en lo que hoy forma parte de la moderna Croacia. Escribió también en latín y en italiano.
Su trabajo incorpora las características de la Contrarreforma Católica: fervor religioso, insistencia en la vanidad de este mundo, y celo en oposición a la infidelidad. Y la exaltación cristiana de los pueblos eslavos del sur contra el dominio turco musulmám del siglo XVII.
Sus principales obras, el poema épico Osman, la obra pastoral Dubravka, y el poema religioso Lágrimas del hijo pródigo (basado en el conocido pasaje bíblico) son ejemplos de la riqueza estilística del barroco, y de su frecuente exceso retórico.

## Vida y obra
Giovanni Gondola nació en una antigua familia noble neolatina de Ragusa (actual Dubrovnik) el 8 de enero de 1589. Hijo de Francesco di Francesco Gondola (senador y diplomático, en una ocasión en enviado de la República de Ragusa a Constantinopla y consejero de la República ante el papa Gregorio VIII) y Gina (Djiva) de Gradi, que le proporcionaron una excelente educación. Estudió humanidades con el padre jesuita Muzzi, y filosofía con el Padre Ricasoli.
Después de estudiar derecho romano y jurisprudencia en general, desempeñó numerosos trabajos para el Gran Concilio de la República. Con 19 años, en 1608 fue hecho miembro del Consilium Maiorum (Gran Concilio); en 1615 y 1619 tuvo la función temporal de knez (comisario o gobernador) de la región de Konavle/(zona de canales), al sur de la ciudad. Se casó con Nicolleta de Sorgo y tuvo tres hijos, Sigismondo (Šiško), Matteo y Francesco (Frano). Francesco y Matteo lucharon en la Guerra de los 30 años; además Francesco fue Mariscal de Campo del Emperador austriaco Leopoldo I, e hizo en parte realidad lo escrito por su padre en el Osmán, derrotando a los turkos en 1683 en la Batalla de Viena, donde la unión de los príncipes cristianos occidentales detuvieron la avanzada turca, que estaba poniendo de rodillas al Occidente. Sigismondo (el menor) murió en 1682. Desde 1621 hasta su muerte, siempre ocupó algún cargo en el gobierno de la ciudad. En 1636 llegó a senador, en 1637 a juez, en 1638 miembro del Consejo Menor (Consilium Minor). Si hubiera vivido algo más, probablemente habría sido elegido Rector de la República de Ragusa, la función más importante de todas, solo ejercida durante un mes y por hombres de más de cincuenta años con méritos suficientes. Su padre, que murió en 1624 había sido Rector cinco veces, y el hijo de Ivan, Segismondo Gondola lo sería luego cuatro veces.
Empezó su carrera literaria escribiendo poemas y melodramas para representar en Dubrovnik, que su hicieron famosos. Pero solo publicó sus obras de mayor tamaño. Su obra temprana -escrita casi toda en italiano y latín- está ahora perdida. Sus primeras publicaciones son de 1621, cuando reescribió algunos de los Salmos de David, y creó mucho poemas religiosos, así como su famoso Suze sina razmetnoga (Lágrimas del Hijo Pródigo) de 1622, compuesto de tres cantos: Sagriješenje (Pecado), Spoznanje (Arrepentimiento) and Skrušenje (Humildad). Ivan representa así los tres pasos básicos de la fe cristiana, mediante los contrastes entre vida y muerte, pecado y pureza, y cielo e infierno.

### Dubravka
Su obra más famosa Dubravka, un poema pastoral escrito en 1628, donde se clama por la gloria pasada de Dubrovnik contraponiendo libertad y esclavitud, belleza y fealdad, verdad y mentira:
| Versos en Croata O lijepa, o draga, o slatka slobodo, dar u kom sva blaga višnji nam bog je do, uzroče istini od naše sve slave, uresu jedini ove Dubrave. sva srebra, sva zlata, svi ljudski životi ne mogu bit plata tvoj čistoj ljepoti! | Traducción Oh bella, oh amada, oh dulce libertad, Dios nos ha dado todos los tesoros contigo, eres la verdadera fuente de nuestra gloria, eres la única decoración de Dubrava. !Toda la plata, todo el oro, y todas las vidas de hombres no pueden equiparar tu pura belleza! |

El primer verso es a menudo tomado como lema extraoficial de la actual Dubrovnik croata.

### Osman
En su principal trabajo, Osman, Ivan presenta los contrastes entre el Cristianismo y el Islam, Europa y Turquía, Este y Oeste, liberatd y esclavitud... Osman tenía 20 cantos, pero el 14 y el 15 nunca han sido hallados.
Osman está firmemente arraigado en la rica tradición literaria del Barroco italiano en la República de Ragusa y Dalmacia y se considera una de sus cumbres. Pues con esta obra emuló a la creada por Torquato Tasso en la Jerusalén liberada, la que Gondola tradujo al ilirio. Presentando la contienda entre Cristianismo e Islam, Ivan continuó la glorificación de Marko Marulić de la lucha contra el invasor otomano. A pesar de resaltar las batallas contra el invasor, Ivan describió la vida del sultán otomano Osman II. Constantemente recuerda la rueda de la fortuna, cómo el mundo, es un continuo cambio y cómo el único que conoce la historia es Dios.
Osman empieza con las reflexiones del sultán sobre la situación causada en 1621 por la derrota en Chocim, y con descripciones de cómo era la era pre-otomana, gloriosa para los búlgaros, serbios, húngaros, albanos y en especial, los polacos, pudiendo ser fácilmente restaurada. De acuerdo a la historia, el sultán Osman envió a Ali-pasha a Reino de Polonia para negociar la paz, y a Kazlar-aga para escoger que mujer noble de Polonia podría casarse con él. Ivan narra ambos viajes, prestando especial atención a la batalla de Chocim, y a las descripciones de los eslavos esclavizados por los turcos. A pesar de que se firmó la paz, hubo una rebelión entre los altos cargos militares, y tras numerosos intentos fallidos de restaurar en antiguo orden en el imperio, el ejército captura y ejecuta a Osman, colocando a Mustafa como nuevo sultán. Ivan describe al rey polaco Vladislao como una nueva esperanza para los eslavos. Fue le punto culminante de la creencia eslava, de que la que la fuerza de los ejércitos católicos polacos podría salvar a todo el mundo eslavo, de acuerdo a la visión de la Contrarreforma de Gundulić.

## Tras su muerte
Osman fue impresa por primera vez en la capital de la República de Ragusa en 1826, componiendo los dos últimos cantos perdidos por poemas de Pietro Sorgo-Cerva (1749-1826) o Sorkochevich, que era descencidente de Gundulić/Gondola por parte de madre. Irónicamente, Osman no se publicó al completo hasta 1844, cuando el movimiento Illirio tomó la obra de Gundulić como punto de referencia de lo que inicialmente llamaron lenguaje literario Illiro, más tarde estandarizado como Idioma croata con gran influencia de Vuk Stefanović Karadžić. Uno de los principales impulsores de esta correinte, hombre de letras, político y lingüista, Ivan Mažuranić, ayudó a terminar la obra del Osman para posteriormente publicarlo. 
El monumento a Gundulić se inauguró el 25 de julio de 1893 por el alcalde de la ciudad el Baron Frano/Francisco Getaldić-Gundulić/Ghetaldi-Gondola (1833-1899), también descendiente directo del poeta, en la mayor plaza de Dubrovnik, antigua Piazza delle Erbe. El evento, políticamente muy marcado, trajo a la superficie las tensiones entre italianos, serbios y croatas. Para más información, ver: Apertura del monumento a Gundulić.

## Trabajos
- Suze sina razmetnoga - poema (1622)
- Dubravka - drama pastoral (1628)
- Osman - épica barroca

## Legado
El retrato de Ivan Gundulić aparece en el billete de 50 kuna.
La Academia de las Artes y de las Ciencias de Serbia lo clasificó entre los 100 serbios más famosos, y sus obras forman parte de la literatura serbia, junto con otros escritores de Dubrovnik, en el quinto volumen de Diez siglos de Literatura Serbia.

## Respecto a la nacionalidad de Gundulic
El concepto moderno de la nacionalidad, sobre la base de conceptos étnicos como el idioma, la cultura, la religión, las costumbres, etc. solo se desarrolló en el siglo XIX. Por este motivo, la atribución de una determinada "nacionalidad" a las personalidades de los siglos anteriores, que viven en regiones étnicamente mixtas, a menudo es indeterminable; el legado Gundulić o Góndola es por consecuencia celebrada por varios estados: Croacia, Italia y Serbia.